# Мисс Стивенс
«Мисс Стивенс» (англ. Miss Stevens) — американский драматический фильм 2016 года от режиссёра Джулии Харт. Сценарий написан Джулией Харт и Джорданом Хоровицем. Мировая премьера фильма состоялась 12 марта 2016 года.

## Сюжет
Рэйчел Стивенс (Лили Рэйб) — 29-летняя учительница английского языка в средней школе отправляется вместе с группой старшеклассников на главный театральный фестиваль штата.

## В ролях
- Лили Рэйб — Рэйчел Стивенс
- Тимоти Шаламе — Билли Митман
- Лили Рейнхарт — Марго Дженсен
- Энтони Квинтал — Сэм
- Роб Хюбель — Уолтер
- Оскар Нуньес — директор Альберт Алварез
- Грант Джордан — Тревор
- Тамир Ярденн — Джордж

## Производство
В феврале 2013 года было объявлено, что Эллен Пейдж станет режиссёром фильма по сценарию Джулии Харт, а Анна Фэрис снимется в фильме в роли учительницы. В 2015 году было объявлено, что Харт сменит Пейдж в качестве режиссёра фильма.
Николь Романо и Тревор Адли являлись исполнительными продюсерами. В мае 2015 года Энтони Квинтал объявил через свой канал на YouTube, что он присоединился к касту.
В интервью Квинтал позже сказал, что Джулия Харт подошла к нему и сказала: «Я просто знаю, что ты отлично справишься с этой ролью. Я долго искала подходящего человека для этой роли и когда я встретила тебя и увидела твои видео, то подумала: Это он. Точно он.». В июне 2015 года было объявлено, что Лили Рэйб, Тимоти Шаламе, Лили Рейнхарт и Роб Хюбель присоединились к актёрскому составу.

### Съёмки
Производство фильма началось в мае 2015 года в Сими-Вэлли (Калифорния) и завершилось 22 июня 2015 года.

## Релиз
Фильм получил свою мировую премьеру на кинофестивале South by Southwest 12 марта 2016 года. Вскоре после этого The Orchard приобрела права на распространение фильма. Фильм был выпущен ограниченным тиражом в кинотеатрах 16 сентября 2016 года, а 20 сентября 2016 года на видео по запросу.

## Критика
Фильм получил положительные отзывы кинокритиков. На сайте Rotten Tomatoes фильм имеет рейтинг 91 % на основе 23 рецензий со средним баллом 7,39 из 10. На сайте Metacritic фильм имеет оценку 65 из 100 на основе 11 рецензий критиков, что соответствует статусу «в целом положительные отзывы».
Стивен Холден из New York Times классифицирует этот фильм как «выбор критиков NYT», описывая его как «скромный, сердечный режиссёрский дебют».

### Награды
| Год  | Награда            | Категория                                   | Номинант    | Результат | Прим.  |
| ---- | ------------------ | ------------------------------------------- | ----------- | --------- | ------ |
| 2016 | South by Southwest | SXSW Grand Jury Award for Narrative Feature | Джулия Харт | Номинация | [ 12 ] |
| 2016 | South by Southwest | «Лучшая женская роль»                       | Лили Рэйб   | Победа    | [ 12 ] |